# Supersax Plays Bird, Volume 2: Salt Peanuts
Supersax Plays Bird, Volume 2: Salt Peanuts, o simplemente Salt Peanuts, es el segundo álbum de estudio de la banda estadounidense Supersax. Fue publicado en marzo de 1974 a través del sello Capitol Records.

## Recepción de la crítica
Un escritor no especificado de la revista Cash Box describió Salt Peanuts como “otro súper trabajo destinado a lo más alto”. Billboard lo nombró una selección “Spotlight” y un crítico no especificado escribió: “La hazaña de tocar los solos del maestro saxofonista nota por nota en una expresión armónica, la logran estos músicos de Los Ángeles con todo el brío y el respeto necesarios para el proyecto”.

## Lista de canciones
| Lado uno |                   |                              |               |          |  |
| N.º      | Título            | Escritor(es)                 | Arreglista(s) | Duración |  |
| 1.       | «Yardbird Suite»  | Charlie Parker               | Buddy Clark   | 4:10     |  |
| 2.       | «Groovin' High»   | Dizzy Gillespie              | Buddy Clark   | 5:10     |  |
| 3.       | «Embraceable You» | George Gershwin Ira Gershwin | Med Flory     | 2:21     |  |
| 4.       | «The Bird»        | Parker                       | Buddy Clark   | 5:00     |  |
| 5.       | «Lover»           | Richard Rodgers Lorenz Hart  | Med Flory     | 3:08     |  |

| Lado dos |                           |                                         |               |          |  |
| N.º      | Título                    | Escritor(es)                            | Arreglista(s) | Duración |  |
| 1.       | «Scrapple from the Apple» | Parker                                  | Med Flory     | 6:05     |  |
| 2.       | «Confirmation»            | Parker                                  | Med Flory     | 5:23     |  |
| 3.       | «Lover Man»               | Jimmy Davis Roger Ramirez Jimmy Sherman | Buddy Clark   | 3:40     |  |
| 4.       | «Salt Peanuts»            | Gillespie Kenny Clarke                  | Warne Marsh   | 4:45     |  |

## Créditos y personal
Créditos adaptados desde las notas de álbum de Salt Peanuts.
Supersax
- Jay Migliori – saxofón tenor
- Joe Lopes – saxofón alto
- Buddy Clark – bajo eléctrico
- Med Flory – saxofón alto
- Warne Marsh – saxofón tenor
- Jack Nimitz – saxofón barítono
- Conte Candoli – trompeta, solo en «Groovin' High», «The Bird», «Scrapple from the Apple» y «Lover Man»
- Jake Hanna – batería
- Carl Fontana – trombón, solo en «Yardbird Suite», «Lover», «Confirmation» y «Salt Peanuts»
- Lou Levy – piano en «Yardbird Suite», «The Bird», «Lover», «Scrapple from the Apple» y «Lover Man»

Músicos adicionales
- Walter Bishop – piano en «Groovin' High» y «Salt Peanuts»
- Ronnell Bright – piano en «Embraceable You» y «Confirmation»

Personal técnico
- John Palladino – productor
- Mauri Lathower – productor ejecutivo
- Jay Ranellucci – ingeniero de audio
- Wally Traugott – masterización
- Dan Davis – concepto de portada
- David Alexander – fotografía
- Art Snyder – diseño de portada, ilustración
- Craig Butler – diseño de portada, ilustración

## Posicionamiento
| Gráfica (1974)                                  | Pico de posición |
| ----------------------------------------------- | ---------------- |
| Estados Unidos (Billboard Top LPs & Tape)       | 182              |
| Estados Unidos (Cash Box Top 100 Albums Cont'd) | 167              |